# Jerome Daniel Hannan
Jerome Daniel Hannan (* 29. November 1896 in Pittsburgh, USA; † 15. Dezember 1965) war ein US-amerikanischer Priester. Er war Bischof von Scranton.

## Leben
Jerome Daniel Hannan empfing am 22. Mai 1921 das Sakrament der Priesterweihe.
Am 17. August 1954 ernannte ihn Papst Pius XII. zum Bischof von Scranton. Der Apostolische Delegat in den Vereinigten Staaten, Erzbischof Amleto Giovanni Cicognani, spendete ihm am 21. September desselben Jahres die Bischofsweihe; Mitkonsekratoren waren der Erzbischof von Washington, Patrick Aloysius O’Boyle, und der Weihbischof in Scranton, Henry Theophilus Klonowski.
Hannan nahm von 1962 bis 1965 als Konzilsvater am Zweiten Vatikanischen Konzil teil.